# Jussi Hakulinen

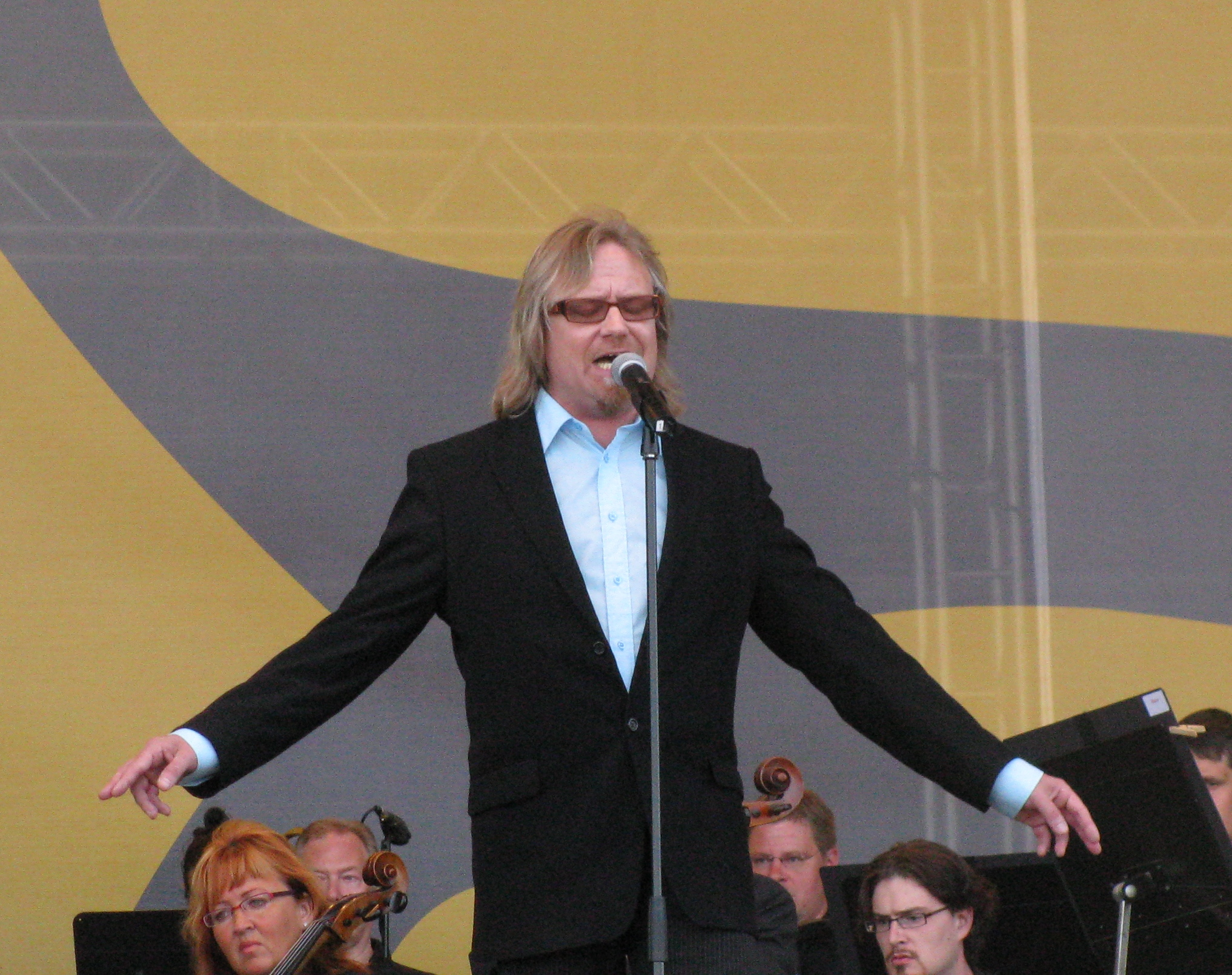
Jussi Hakulinen vid Björneborgs stads 450-års jubileumskonsert i juli 2008.

Jussi Hakulinen, född 21 december 1964 på Räfsö, Björneborg, död 9 augusti 2022 i Björneborg, var en finländsk musiker och låtskrivare som var originalmedlem i rockbandet Yö.
Hakulinen lämnade Yö år 1985 och påbörjade sin solokarriär men uppträdde ändå på bandets konserter och fortsatte komponera låtar för Yö. Hakulinen har skrivit låtarna "Joutsenlaulu" (Svanesång) och "Rakkaus on lumivalkoinen" (Kärleken är snövit) som har flera gånger röstats till Finlands bästa låtar genom tiderna.